# Jakub Pešek
Jakub Pešek, né le 24 juin 1993 à Chrudim en Tchéquie, est un footballeur international tchèque qui évolue au poste d'ailier gauche au Sparta Prague.

## Biographie

### En club
Né à Chrudim en Tchéquie, Jakub Pešek est formé par l'un des clubs de la capitale tchèque, le Sparta Prague. Il joue son premier match en professionnel le 7 septembre lors d'une rencontre de coupe de Tchéquie face au TJ Sokol Živanice (en). Il est titulaire et son équipe s'impose par trois buts à un.
En janvier 2015, il est prêté par le Sparta au Dynamo České Budějovice pour un an et demi. Il rejoint ce club définitivement à l'issue de son prêt.
En juillet 2018, il rejoint le Slovan Liberec.
En juillet 2021, Jakub Pešek fait son retour dans son club formateur, le Sparta Prague. Le transfert est annoncé dès le 1er juin 2021 et il s'engage pour un contrat courant jusqu'en juin 2024.
Alors que Pešek s'impose comme un joueur important du Sparta Prague, il se blesse gravement le 20 août 2022, lors d'un match de championnat remporté par son équipe face au FK Mladá Boleslav (1-3 score final). Sorti au bout de 24 minute de jeu, l'international tchèque est victime d'une rupture du ligament croisé, qui doit le tenir éloigné des terrains pour plus de six mois. Sa saison 2022-2023 est dès lors terminée.

### En sélection
Le 7 septembre 2020, Jakub Pešek honore sa première sélection avec l'équipe nationale de Tchéquie contre l'Écosse. Il est titulaire lors de cette rencontre et se fait remarquer en inscrivant également son premier but. Les Tchèques s'inclinent sur le score de deux buts à un.
En mai 2021 il est convoqué avec l'équipe nationale de Tchéquie, figurant dans la liste des 26 joueurs tchèques pour participer à l'Euro 2020.